# Шадым
Шады́м — село в Ковылкинском районе Мордовии, в составе Казенно-Майданского сельского поселения.
Расположено на речке Шадым в 25 км от районного центра и железнодорожной станции Ковылкино. Высота над уровнем моря — 186 м.
В селе — средняя школа, библиотека, Дом культуры, отделение связи, медпункт, 2 магазина; памятник воинам, погибшим в годы Великой Отечественной войны; церковь (1993).

## История
Название-гидроним. Основано до 1647 г. В 1768 г. Шадым посетил академик П. С. Паллас, который сделал подробное этнографическое описание жизни и быта его населения. В «Списке населённых мест Пензенской губернии» (1869) Шадым — деревня казённая из 119 дворов (828 чел.) Инсарского уезда. В 1913 г. в Шадыме было 216 дворов (1 292 чел.); 5 ветряных мельниц, маслобойка, просодранка, овчинный завод, 2 кузницы, кирпичный сарай, 7 лавок (в том числе 2 пивные). По данным 1931 г., в Шадыме насчитывалось 672 двора (3 511 чел.). В 1930 г. был образован колхоз «Од тев» («Новое дело»), с 1955 г. — «40 лет Октября», с 1967 г. — совхоз «50 лет Октября», с 1991 г. — «Шадымский», с 1992 г. — ТОО «Шадымское», с 1996 г. — СХПК «Шадымский», с 2002 г. — К(Ф)Х.

## Население
| 2002 | 2010 |
| ---- | ---- |
| 361  | ↗364 |

Национальный состав: в основном мордва-мокша.